# Nova plantarum genera
Nova plantarum genera es un libro con ilustraciones y descripciones botánicas que fue escrito por el botánico italiano Pier Antonio Micheli y publicado en el año 1729, con el nombre de Nova plantarum genera: iuxta Tournefortii methodum disposita.
Nova plantarum genera (1729) fue un paso importante en el conocimiento de fungi. En ese trabajo, dio las descripciones de 1.900 plantas, de los cuales, unos 1.400 fueron descritas por primera vez. Entre ellas estaban 900 fungi y liquenes, acompañados por 73 planchas. Incluyó información sobre "siembra, origen y crecimiento de hongos y sus plantas aliadas".